# Nati il 26 ottobre
| Questa pagina contiene informazioni ricavate automaticamente dalle voci biografiche con l'ausilio del template Bio e di un bot. L'aggiornamento è periodico e automatico e ricostruisce completamente la pagina. Se manca una persona in questa lista, sei pregato di non aggiungerla, ma accertati piuttosto che la sua voce biografica contenga il template Bio e che i dati anagrafici siano correttamente compilati. Se il template Bio manca, inseriscilo tu stesso o, in alternativa, metti l'avviso {{tmp\|Bio}} che ne segnala la mancanza. Se i dati riportati sono sbagliati, correggi direttamente la voce biografica; le modifiche saranno visibili in questa lista entro pochi giorni. Per chiarimenti vedi il progetto biografie. La lista contiene solo le 1.084 persone che sono citate nell'enciclopedia e per le quali è stato implementato correttamente il template Bio. Pagina aggiornata al 17 ago 2025. |

## XV secolo(11)
- 1416 - Edmund Grey, I conte di Kent, nobile e politico inglese († 1490)
- 1427 - Sigismondo d'Austria, duca († 1496)
- 1439 - Giovanni de' Pazzi, nobile italiano († 1481)
- 1458 - Giovanni Spataro, teorico musicale e compositore italiano († 1541)
- 1467 - Girolamo degli Azzoni Avogaro, letterato italiano († 1519)
- 1473 - Federico di Sassonia, nobile tedesco († 1510)
- 1476 - Yi Gi, politico coreano († 1552)
- 1483 - Hans Buchner, compositore, organista e teorico musicale tedesco († 1538)
- 1487 - Alessandro Pio di Savoia, nobile italiano († 1517)
- 1491 - Zhengde, imperatore cinese († 1521)
- 1493 - Francesco Sfondrati, cardinale e arcivescovo cattolico italiano († 1550)

## XVI secolo(6)
- 1507 - Alvise I Mocenigo, doge († 1577)
- 1516 - Margherita di Vendôme, nobile francese († 1559)
- 1517 - Alessandro Servici, giurista italiano († 1590)
- 1529 - Anna d'Assia, nobile († 1591)
- 1551 - Charlotte de Sauve, nobildonna francese († 1617)
- 1564 - Hans Leo Hassler, compositore e organista tedesco († 1612)

## XVII secolo(21)
- 1624 - Dosoftei, monaco cristiano e letterato romeno († 1693)
- 1625 - Michał Kazimierz Radziwiłł, nobile e ufficiale polacco († 1680)
- 1631 - Leopold Karl von Kollonitsch, arcivescovo cattolico e cardinale tedesco († 1707)
- 1644 - Mattias Steuchius, arcivescovo luterano svedese († 1730)
- 1645 - Aert de Gelder, pittore olandese († 1727)
- 1651 - Perizonius, filologo e storico olandese († 1715)
- 1654 - Giovanni Maria Lancisi, medico italiano († 1720)
- 1657 - Filippo di Sassonia-Merseburg-Lauchstädt, duca († 1690)
- 1662 - Ippolito Francesco Albertini, medico e anatomista italiano († 1738)
- 1662 - Giovanni Todone, vescovo cattolico italiano († 1739)
- 1664 - Antoine-François de Laval, cartografo e astronomo francese († 1728)
- 1665 - Philipp Karl von Eltz, arcivescovo cattolico tedesco († 1743)
- 1673 - Dimitrie Cantemir, letterato, storico e filosofo romeno († 1723)
- 1680 - Giacomo Lanfredini, cardinale e vescovo cattolico italiano († 1741)
- 1684 - Kurt Christoph von Schwerin, generale prussiano († 1757)
- 1685 - Domenico Scarlatti, clavicembalista e compositore italiano († 1757)
- 1688 - Augustin Friedrich Walther, anatomista e botanico tedesco († 1746)
- 1693 - Alessandro Macchiavelli, scrittore e storico italiano († 1766)
- 1694 - Johan Helmich Roman, compositore, violinista e oboista svedese († 1758)
- 1698 - Domenico Andrea Cavalcanti, arcivescovo cattolico italiano († 1769)
- 1700 - Peter Jacob Horemans, pittore fiammingo († 1776)

## XVIII secolo(33)
- 1714 - Johann Friedrich Karl von Alvensleben, giurista tedesco († 1795)
- 1714 - Maria Vittoria d'Arenberg, nobile belga († 1793)
- 1716 - Carlo Cristiano Ermanno di Württemberg-Oels, generale prussiano († 1792)
- 1725 - Johann Peter Beaulieu, generale austriaco († 1819)
- 1727 - Charles François Lhomond, pedagogo e grammatico francese († 1794)
- 1739 - Jean de Noailles, nobile e scienziato francese († 1824)
- 1747 - Giovanni Mane Giornovichi, violinista e compositore italiano († 1804)
- 1748 - Anne Seymour Damer, scultrice inglese († 1828)
- 1750 - Fleury, attore teatrale francese († 1822)
- 1750 - Nikolaj Borisovič Jusupov, diplomatico russo († 1831)
- 1755 - Francesco Serlupi Crescenzi, cardinale italiano († 1828)
- 1756 - Kyprianos di Cipro, arcivescovo ortodosso e politico cipriota († 1821)
- 1757 - Karl Leonhard Reinhold, filosofo austriaco († 1823)
- 1759 - Georges Jacques Danton, politico e rivoluzionario francese († 1794)
- 1760 - Anna von Baggovut, nobildonna russa († 1839)
- 1763 - José Joaquín Ferrer, astronomo, cartografo e matematico spagnolo († 1832)
- 1765 - Jakub Jan Ryba, compositore e insegnante ceco († 1815)
- 1768 - Eustachy Erazm Sanguszko, generale e storico polacco († 1844)
- 1770 - Giovanni Beltrami, medaglista e incisore italiano († 1854)
- 1772 - Georges Duval, drammaturgo francese († 1853)
- 1775 - Hans Moritz von Hauke, militare tedesco († 1830)
- 1778 - Charles Grant Glenelg, politico britannico († 1866)
- 1780 - Giacomo De Asarta, generale e politico italiano († 1857)
- 1782 - Tancredi Falletti di Barolo, nobile italiano († 1838)
- 1783 - Claudio Bonoldi, tenore italiano († 1846)
- 1787 - Charles de Vast-Vimeux, politico, militare e nobile francese († 1859)
- 1789 - Josef Mayseder, violinista e compositore austriaco († 1863)
- 1791 - George West, V conte De La Warr, nobile e politico britannico († 1869)
- 1794 - Konstantin Andreevič Thon, architetto russo († 1881)
- 1795 - Nikolaos Mantzaros, compositore greco († 1872)
- 1797 - Giuditta Pasta, contralto e soprano italiano († 1865)
- 1798 - Beda Weber, scrittore tedesco († 1858)
- 1800 - Helmuth Karl Bernhard von Moltke, feldmaresciallo tedesco († 1891)

## XIX secolo(167)
- 1802 - Michele del Portogallo, re portoghese († 1866)
- 1807 - Barbu Catargiu, politico rumeno († 1862)
- 1810 - Emilie Bieber, fotografa tedesca († 1884)
- 1813 - Frédéric Flachéron, scultore e fotografo francese († 1883)
- 1815 - Alessandro Della Rovere, politico e generale italiano († 1864)
- 1817 - Teresa De Giuli-Borsi, soprano italiano († 1877)
- 1818 - Louis Buffet, politico francese († 1898)
- 1818 - Stefano Golinelli, compositore e pianista italiano († 1891)
- 1819 - Jacopo Sgarallino, patriota italiano († 1879)
- 1822 - Dmitrij Aleksandrovič Obolenskij, politico e scrittore russo († 1881)
- 1823 - Karl Weinhold, linguista, germanista e medievista tedesco († 1901)
- 1824 - Edward Cooper, politico statunitense († 1905)
- 1825 - Iwakura Tomomi, politico giapponese († 1883)
- 1826 - Timoteo Bertelli, presbitero e matematico italiano († 1905)
- 1826 - James C. Brewster, religioso statunitense († 1909)
- 1826 - Giuseppe Zanardelli, patriota e politico italiano († 1903)
- 1828 - Leonardo Murialdo, presbitero italiano († 1900)
- 1829 - Cornelius Diependaal, vescovo vetero-cattolico olandese († 1893)
- 1830 - Polibio Fumagalli, compositore, organista e pianista italiano († 1900)
- 1833 - Adelaide Phillipps, contralto britannico († 1882)
- 1834 - Scipione Di Blasio, politico italiano († 1901)
- 1835 - Pietro Lacava, politico italiano († 1912)
- 1835 - Karol Miller, pittore polacco († 1920)
- 1836 - Nathaniel Meyer von Rothschild, collezionista d'arte e filantropo austriaco († 1905)
- 1837 - Carl Koldewey, esploratore tedesco († 1908)
- 1841 - Theodor von Oppolzer, astronomo e matematico austriaco († 1886)
- 1842 - Vasilij Vasil'evič Vereščagin, pittore russo († 1904)
- 1843 - Henry Trimen, botanico inglese († 1896)
- 1845 - Kyrillos II, arcivescovo ortodosso e politico cipriota († 1916)
- 1845 - Franz Rühl, storico tedesco († 1915)
- 1846 - Lewis Boss, astronomo statunitense († 1912)
- 1847 - Karl Penka, antropologo austriaco († 1912)
- 1848 - Maria Anna Donati, religiosa italiana († 1925)
- 1849 - Evelina Cattermole, scrittrice e poetessa italiana († 1896)
- 1849 - Ferdinand Georg Frobenius, matematico tedesco († 1917)
- 1850 - Otto Nüsslin, zoologo tedesco († 1915)
- 1852 - Eugène Buland, pittore francese († 1926)
- 1852 - François Cosserat, ingegnere e matematico francese († 1914)
- 1852 - Albin Herzog, matematico svizzero († 1909)
- 1852 - Carmelo Pujia, arcivescovo cattolico italiano († 1937)
- 1853 - David George Ritchie, filosofo scozzese († 1903)
- 1854 - Nicolò Massa, compositore, pianista e direttore d'orchestra italiano († 1894)
- 1854 - Giacinto Romano, storico italiano († 1920)
- 1855 - Francesco Somaini, imprenditore, militare e politico italiano († 1939)
- 1856 - Carlos Herrera y Luna, politico guatemalteco († 1930)
- 1857 - Georges Leygues, politico francese († 1933)
- 1858 - Louise Hervieu, artista e scrittrice francese († 1954)
- 1859 - Secondo Franchi, ingegnere e geologo italiano († 1932)
- 1859 - Antonio Grisanti, attore italiano († 1914)
- 1859 - Rubens Santoro, pittore italiano († 1941)
- 1860 - Alfred Cauchie, storico belga († 1922)
- 1860 - Giorgio Errera, chimico italiano († 1933)
- 1861 - Pietro Satta Branca, politico, avvocato e storico italiano († 1923)
- 1861 - Richard Sears, tennista statunitense († 1943)
- 1862 - Luigi Montresor, politico e dirigente d'azienda italiano († 1948)
- 1862 - Hilma af Klint, pittrice svedese († 1944)
- 1864 - José Gregorio Hernández, medico venezuelano († 1919)
- 1864 - Armando Malagodi, medico italiano († 1947)
- 1865 - Giuseppe Cassioli, pittore e scultore italiano († 1942)
- 1865 - Charles Dieges, tiratore di fune statunitense († 1953)
- 1865 - Benjamin Guggenheim, imprenditore statunitense († 1912)
- 1865 - Tinsley Lindley, calciatore inglese († 1940)
- 1866 - Ignacy Daszyński, politico e giornalista polacco († 1936)
- 1866 - Frank McGlynn Sr., attore statunitense († 1951)
- 1868 - Fred Gamble, attore statunitense († 1939)
- 1868 - Waldemar Wilenius, architetto finlandese († 1940)
- 1869 - Washington Luís Pereira de Sousa, politico brasiliano († 1957)
- 1869 - Sam Torrans, calciatore nordirlandese († 1948)
- 1871 - Joaquín Chapaprieta, politico spagnolo († 1951)
- 1871 - Hajime Isogai, judoka giapponese († 1947)
- 1871 - Guillermo Kahlo, fotografo tedesco († 1941)
- 1871 - Trilussa, poeta, scrittore e giornalista italiano († 1950)
- 1871 - Ivan Jakovlevič Žilin, rivoluzionario e politico russo († 1922)
- 1872 - Harold Fraser, golfista statunitense († 1945)
- 1872 - Jean Le Bret, velista francese († 1947)
- 1873 - Nikolaj Andreevič Andreev, scultore e designer russo († 1932)
- 1873 - Thorvald Stauning, politico danese († 1942)
- 1873 - Ernesto Umberto Testa Fochi, militare italiano († 1917)
- 1874 - Thomas Martin Lowry, chimico britannico († 1936)
- 1874 - Abby Aldrich Rockefeller, collezionista d'arte e filantropa statunitense († 1948)
- 1875 - Lewis Casson, attore e regista teatrale britannico († 1969)
- 1875 - Silvio Corio, anarchico italiano († 1954)
- 1875 - Svetozar Pribićević, politico serbo († 1936)
- 1875 - Giuditta Sommaruga, filantropa italiana († 1964)
- 1876 - Giuseppe Calligaris, chirurgo italiano († 1944)
- 1876 - Friedrich Franz Friedmann, medico tedesco († 1953)
- 1876 - Edward Aleksander Władysław O'Rourke, vescovo cattolico polacco († 1943)
- 1876 - H.B. Warner, attore britannico († 1958)
- 1877 - Gaetano Arturo Crocco, ufficiale e ingegnere aeronautico italiano († 1968)
- 1877 - Fritz Danner, ginnasta tedesco
- 1878 - José Moscardó Ituarte, generale e dirigente sportivo spagnolo († 1956)
- 1879 - Biófilo Panclasta, scrittore, rivoluzionario e anarchico colombiano († 1943)
- 1879 - Fredrik Rosencrantz, cavaliere svedese († 1957)
- 1879 - Oskar Strnad, architetto, scenografo e scultore austriaco († 1935)
- 1880 - Andrej Belyj, scrittore, poeta e filosofo russo († 1934)
- 1880 - Knud Kristensen, politico danese († 1962)
- 1880 - Pietro Vaccari, storico e politico italiano († 1976)
- 1881 - Anders Andersen, lottatore danese († 1961)
- 1881 - Louis Bastien, pistard e schermidore francese († 1963)
- 1881 - Tim Coleman, calciatore inglese († 1940)
- 1881 - Julius Frey, nuotatore tedesco († 1960)
- 1881 - Margaret Wycherly, attrice britannica († 1956)
- 1882 - Ernst Kühnel, storico dell'arte tedesco († 1964)
- 1882 - Ettore Sportiello, ammiraglio italiano († 1948)
- 1882 - Percy Standing, attore inglese († 1950)
- 1883 - Napoleon Hill, scrittore e saggista statunitense († 1970)
- 1883 - Enrico Mauri, presbitero italiano († 1967)
- 1883 - Paul Pilgrim, velocista e mezzofondista statunitense († 1958)
- 1883 - Rocco Salomone, politico italiano († 1960)
- 1884 - Bill Hogenson, velocista statunitense († 1965)
- 1884 - Sidney Webber Northcote, regista britannico († 1952)
- 1885 - Albert Lejeune, giornalista e editore francese († 1945)
- 1885 - Aristide Merolli, militare e scrittore italiano († 1947)
- 1885 - Niels Erik Nørlund, matematico e geodeta danese († 1981)
- 1885 - Guillaume Coeckelberg, ciclista su strada e pistard belga († 1953)
- 1886 - Hanns Braun, velocista e mezzofondista tedesco († 1918)
- 1886 - Attilio Calderara, generale e aviatore italiano († 1952)
- 1886 - Damiano, vescovo ortodosso albanese († 1973)
- 1886 - Peter Farmer, allenatore di calcio scozzese († 1964)
- 1886 - Vincent Starrett, scrittore e giornalista statunitense († 1974)
- 1887 - Édouard Bourdet, drammaturgo e giornalista francese († 1945)
- 1888 - Patrick James Byrne, vescovo cattolico e missionario statunitense († 1950)
- 1888 - Gino Doria, giornalista, scrittore e storico italiano († 1975)
- 1888 - Joseph Gregor, scrittore e storico austriaco († 1960)
- 1888 - Doris Stevens, scrittrice e attivista statunitense († 1963)
- 1889 - Nino Bertoletti, pittore, illustratore e decoratore italiano († 1971)
- 1889 - Luigi Masini, militare, partigiano e politico italiano († 1959)
- 1889 - Jorge Pacheco, calciatore e allenatore di calcio uruguaiano († 1957)
- 1889 - Margaret Thompson, attrice statunitense († 1969)
- 1889 - Giuseppe Villaroel, poeta, giornalista e scrittore italiano († 1965)
- 1889 - Karel Širok, scrittore e poeta sloveno († 1942)
- 1890 - Amalia Bordiga, scrittrice, giornalista e storiografa italiana
- 1891 - Renato Anselmi, schermidore italiano († 1973)
- 1891 - Fortunato Maycotte, generale messicano († 1924)
- 1891 - Umberto Novaro, militare e marinaio italiano († 1940)
- 1892 - André Chapelon, ingegnere francese († 1978)
- 1892 - Jan Łazarski, pistard polacco († 1968)
- 1893 - Luigi Carlo Borromeo, vescovo cattolico italiano († 1975)
- 1893 - Miloš Crnjanski, scrittore e poeta serbo († 1977)
- 1893 - Aglae Doria, calciatore italiano († 1965)
- 1893 - Franco Silvestri, musicista italiano († 1959)
- 1893 - Tashi Namgyal, indiano († 1963)
- 1894 - Walther Buhle, generale tedesco († 1959)
- 1894 - Eugene Jolas, scrittore, critico letterario e traduttore statunitense († 1952)
- 1894 - John Shively Knight, giornalista e imprenditore statunitense († 1981)
- 1895 - Sonny Greer, batterista statunitense († 1982)
- 1895 - Max Hermann Maxy, pittore e scenografo rumeno († 1971)
- 1895 - Guglielmo Jannelli, poeta e letterato italiano († 1950)
- 1896 - Howard Hanson, compositore e direttore d'orchestra statunitense († 1981)
- 1896 - Eugène Lacomblé, militare olandese († 1942)
- 1896 - Maria Zanoli, attrice italiana († 1977)
- 1897 - James Leonard Brierley Smith, ittiologo sudafricano († 1968)
- 1897 - Hans Granfelt, schermidore e discobolo svedese († 1963)
- 1897 - Bill Harris, nuotatore statunitense († 1961)
- 1897 - Tiana Lemnitz, soprano tedesco († 1994)
- 1897 - Massimo V, arcivescovo ortodosso greco († 1972)
- 1898 - Desidério Hertzka, calciatore e allenatore di calcio austriaco († 1967)
- 1898 - William Lloyd Warner, antropologo e sociologo statunitense († 1970)
- 1899 - Aristide Cavallini, ciclista su strada italiano († 1973)
- 1899 - Emilio Grazioli, militare e prefetto italiano († 1969)
- 1899 - Lilli Henoch, pesista, discobola e insegnante tedesca († 1942)
- 1899 - Judy Johnson, giocatore di baseball statunitense († 1989)
- 1900 - Ibrahim 'Abbud, generale e politico sudanese († 1983)
- 1900 - Karin Boye, scrittrice, poetessa e critica letteraria svedese († 1941)
- 1900 - Pierre Braine, calciatore belga († 1951)
- 1900 - Mark Sandrich, regista, sceneggiatore e produttore cinematografico statunitense († 1945)
- 1900 - Henri Van Averbeke, calciatore belga († 1946)

## XX secolo(823)
- 1902 - Beryl Markham, aviatrice e scrittrice britannica († 1986)
- 1902 - Henrietta Hill Swope, astronoma statunitense († 1980)
- 1902 - Annibale Vitellozzi, architetto italiano († 1990)
- 1902 - Jack Sharkey, pugile statunitense († 1994)
- 1903 - Pasquino Borghi, presbitero, missionario e partigiano italiano († 1944)
- 1903 - Renato Cattaneo, calciatore e allenatore di calcio italiano († 1974)
- 1903 - Zoilo Saldombide, calciatore uruguaiano († 1981)
- 1904 - Virgilio Felice Levratto, calciatore e allenatore di calcio italiano († 1968)
- 1904 - Giuseppe Romeo, politico italiano († 1979)
- 1905 - Mike Cumberlege, militare britannico († 1945)
- 1905 - George Bernard Flahiff, cardinale e arcivescovo cattolico canadese († 1989)
- 1905 - John Maclay, politico scozzese († 1992)
- 1906 - Terry Frost, attore statunitense († 1993)
- 1906 - Giancarlo Palanti, architetto italiano († 1977)
- 1906 - Václav Pšenička, sollevatore cecoslovacco († 1961)
- 1907 - Buddy Messinger, attore e regista statunitense († 1965)
- 1907 - Giovanni Salviucci, compositore e critico musicale italiano († 1937)
- 1907 - Giovanni Spagnolli, politico italiano († 1984)
- 1907 - Franco Tognini, ginnasta italiano († 1980)
- 1907 - Édouard Yves, schermidore belga
- 1908 - Fred Graham, attore e stuntman statunitense († 1979)
- 1908 - Richard Häussler, attore e regista tedesco († 1964)
- 1908 - Miguel Otero Silva, poeta venezuelano († 1985)
- 1908 - Boris Smirnov, attore sovietico († 1982)
- 1908 - Arnold Štauvers, calciatore lettone († 1984)
- 1909 - Dante Quinterno, fumettista argentino († 2003)
- 1909 - Affonso Eduardo Reidy, architetto brasiliano († 1964)
- 1910 - Antonio Haro, schermidore messicano († 2002)
- 1910 - Elemer Kocsis, calciatore rumeno († 1981)
- 1910 - John Joseph Krol, cardinale e arcivescovo cattolico statunitense († 1996)
- 1910 - Ferenc Ottavi, calciatore ungherese
- 1911 - Shiing-Shen Chern, matematico cinese († 2004)
- 1911 - Sid Gillman, allenatore di football americano statunitense († 2003)
- 1911 - Mahalia Jackson, cantante statunitense († 1972)
- 1911 - Sorley MacLean, poeta e scrittore scozzese († 1996)
- 1911 - Achille Olivieri, militare italiano († 1943)
- 1911 - Maurice Perrin, pistard francese († 1992)
- 1911 - Cy Proffitt, cestista statunitense († 1996)
- 1911 - Dario Sabatello, produttore cinematografico italiano († 1992)
- 1912 - Birger Breivik, politico norvegese († 1996)
- 1912 - Don Siegel, regista, montatore e produttore cinematografico statunitense († 1991)
- 1913 - Charlie Barnet, sassofonista, direttore d'orchestra e compositore statunitense († 1991)
- 1913 - Jean Capelle, calciatore belga († 1977)
- 1913 - Pierre Drumare, compositore di scacchi francese († 2001)
- 1913 - Josep Ester i Borras, anarchico spagnolo († 1980)
- 1913 - Sam Francis, giocatore di football americano e allenatore di football americano statunitense († 2002)
- 1913 - Lea Ignatius, artista finlandese († 1990)
- 1913 - Malcolm MacDonald, allenatore di calcio e calciatore scozzese († 1999)
- 1913 - Georges Maton, pistard francese († 1998)
- 1914 - Jackie Coogan, attore statunitense († 1984)
- 1914 - Cecilia Deganutti, partigiana italiana († 1945)
- 1914 - Adriaan de Groot, scacchista e psicologo olandese († 2006)
- 1914 - Otto Matzerath, direttore d'orchestra tedesco († 1963)
- 1914 - Joachim Pirsch, canottiere tedesco († 1988)
- 1914 - Stefano Sándor, religioso ungherese († 1953)
- 1915 - Gioacchino Attaguile, politico italiano († 1994)
- 1915 - Ray Crawford, pilota automobilistico statunitense († 1996)
- 1915 - Joe Fry, pilota automobilistico britannico († 1950)
- 1915 - Francesco Mander, direttore d'orchestra e compositore italiano († 2004)
- 1915 - Mario Schierano, arcivescovo cattolico italiano († 1990)
- 1915 - Felice Soldini, calciatore svizzero († 1971)
- 1916 - Robert Boon, attore statunitense († 2015)
- 1916 - Felicísimo Fajardo, cestista e allenatore di pallacanestro filippino († 2001)
- 1916 - Valentino Foscarini, calciatore italiano
- 1916 - Andrei Apollon Katkoff, vescovo cattolico russo († 1995)
- 1916 - François Mitterrand, politico e partigiano francese († 1996)
- 1916 - Mary Arnold Prentiss, tennista statunitense († 1975)
- 1917 - Virgílio Teixeira, attore portoghese († 2010)
- 1918 - Pietro Amendola, politico e giornalista italiano († 2007)
- 1918 - Eric Ericson, direttore d'orchestra svedese († 2013)
- 1918 - Marc Hodler, avvocato e dirigente sportivo svizzero († 2006)
- 1919 - Edward Brooke, politico statunitense († 2015)
- 1919 - Ashraf Pahlavi, principessa persiana († 2016)
- 1919 - Mohammad Reza Pahlavi, persiano († 1980)
- 1919 - Valentino Pellarini, cestista italiano († 1992)
- 1920 - Siegfried Müller, militare e mercenario tedesco († 1983)
- 1920 - Ugo Scaramella, arbitro di calcio italiano
- 1921 - Frido Frey, cestista tedesco († 2000)
- 1921 - Joe Fulks, cestista statunitense († 1976)
- 1921 - Paolo Giammarco, allenatore di calcio e calciatore italiano († 2003)
- 1921 - Lone Maslocha, fotografa danese († 1945)
- 1921 - Fabrizio Menghini, giornalista italiano († 1995)
- 1921 - Adolfo Vigorelli, partigiano italiano († 1944)
- 1922 - Danilo Preto, partigiano italiano († 1944)
- 1923 - Jean Bartel, modella e conduttrice televisiva statunitense († 2011)
- 1923 - Franco Concesi, calciatore italiano († 1970)
- 1923 - Bülent Eken, allenatore di calcio e calciatore turco († 2016)
- 1923 - Bernard Guillemain, storico francese († 2012)
- 1923 - Ivar Oddone, medico e partigiano italiano († 2011)
- 1923 - Joan Oró, biochimico spagnolo († 2004)
- 1924 - Giuseppe Cerami, politico italiano († 1989)
- 1924 - Angelo De Rossi, insegnante e pedagogista italiano († 1998)
- 1924 - Mario Fondelli, ingegnere italiano († 2017)
- 1924 - Francesco Giunta, storico e critico d'arte italiano († 1994)
- 1924 - Tom Lewis, politico statunitense († 2003)
- 1924 - Johanna Martzy, violinista ungherese († 1979)
- 1924 - Antonio Mola, politico italiano († 2012)
- 1925 - Manolo Bolognini, produttore cinematografico e calciatore italiano († 2017)
- 1925 - Rolando Del Bello, tennista italiano († 2002)
- 1925 - Edgar D. Holladay, compositore di scacchi statunitense († 2003)
- 1925 - Bruno Pontisso, ciclista su strada e pistard italiano († 1999)
- 1925 - Willie Telfer, allenatore di calcio e calciatore scozzese († 1995)
- 1925 - Alick Donald Walker, paleontologo britannico († 1999)
- 1925 - Jan Wolkers, scrittore, scultore e pittore olandese († 2007)
- 1926 - Dick Dickey, cestista statunitense († 2006)
- 1926 - Bernhard Klodt, calciatore tedesco († 1996)
- 1926 - Arnaud de Borchgrave, giornalista belga († 2015)
- 1927 - Armando Magliotto, politico, partigiano e sindacalista italiano († 2005)
- 1927 - Warne Marsh, sassofonista statunitense († 1987)
- 1927 - Janet Moreau, velocista statunitense († 2021)
- 1927 - Adelmo Santini, partigiano italiano († 1944)
- 1927 - Bob van der Valk, cestista olandese († 2016)
- 1928 - Albert Brewer, politico statunitense († 2017)
- 1928 - Ed Brown, giocatore di football americano statunitense († 2007)
- 1928 - Antonio Castela, ex calciatore portoghese
- 1928 - Gertrude Liebhart, canoista austriaca († 2008)
- 1928 - Gianni Minervini, produttore cinematografico e attore italiano († 2020)
- 1928 - Cliff Murray, cestista statunitense († 2018)
- 1928 - Francisco Solano López, fumettista argentino († 2011)
- 1929 - Jean Blondel, politologo e saggista francese († 2022)
- 1929 - Franco Bolignari, cantante italiano († 2020)
- 1929 - Ralph Polson, cestista statunitense († 2022)
- 1929 - Umberto Pototschnig, giurista e avvocato italiano († 2012)
- 1930 - John Arden, drammaturgo inglese († 2012)
- 1930 - Salvatore Ciampa, matematico italiano († 1973)
- 1930 - Walter Feit, matematico austriaco († 2004)
- 1930 - José Ramón Machado Ventura, politico e rivoluzionario cubano
- 1930 - Aurelio Scagnellato, calciatore e dirigente sportivo italiano († 2008)
- 1931 - Tilde Capomazza, regista televisiva italiana († 2018)
- 1931 - Larry Lieber, fumettista statunitense
- 1931 - Igor' Maslennikov, regista sovietico († 2022)
- 1931 - Giorgio Turchi, calciatore italiano († 2022)
- 1932 - Anthony Beilenson, politico statunitense († 2017)
- 1932 - Lajos Csordás, calciatore ungherese († 1968)
- 1932 - Manfred Max-Neef, economista cileno († 2019)
- 1932 - Dimitri Pinti, calciatore italiano († 2018)
- 1933 - Carlos Arredondo, ex calciatore argentino
- 1933 - Crescencio Gutiérrez, calciatore messicano († 2025)
- 1933 - Miranda Martino, cantante e attrice italiana
- 1933 - Werner Prauss, calciatore tedesco († 2013)
- 1933 - Raúl Sánchez, calciatore cileno († 2016)
- 1934 - Rod Hundley, cestista e giornalista statunitense († 2015)
- 1934 - Jacques Loussier, pianista e compositore francese († 2019)
- 1934 - Bartolo Pellegrino, politico italiano († 2019)
- 1934 - Ulrich Plenzdorf, scrittore e drammaturgo tedesco († 2007)
- 1934 - Hans-Joachim Roedelius, musicista e compositore tedesco
- 1935 - Nikītas Alimprantīs, cestista greco († 2023)
- 1935 - Renato Casaro, illustratore italiano
- 1935 - Boris Alekseevič Grigor'ev, regista sovietico († 2012)
- 1935 - Mauricio Johnson, cestista e allenatore di pallacanestro venezuelano († 2018)
- 1936 - Ugo Cardea, attore italiano († 2021)
- 1936 - Alfredo Dibona, fondista italiano († 2011)
- 1936 - Peter Raymond Grant, biologo e zoologo inglese
- 1936 - Etelka Kenéz Heka, poetessa, scrittrice e cantante ungherese († 2024)
- 1936 - Shelley Morrison, attrice statunitense († 2019)
- 1936 - Moshe Hillel Hirsch, rabbino statunitense
- 1936 - György Pauk, violinista ungherese († 2024)
- 1936 - Òscar Ribas Reig, politico andorrano († 2020)
- 1937 - Dave Gavitt, cestista, allenatore di pallacanestro e dirigente sportivo statunitense († 2011)
- 1937 - Italo Ghizzardi, ex calciatore italiano
- 1937 - William Lubtchansky, direttore della fotografia francese († 2010)
- 1937 - Mario Paciello, vescovo cattolico italiano
- 1937 - Luigi Perelli, regista e sceneggiatore italiano
- 1938 - Sebastiano Alicata, calciatore italiano († 2020)
- 1938 - Pietro Carriglio, regista teatrale e scenografo italiano
- 1938 - Luigi Condorelli Francaviglia, giurista italiano
- 1938 - Filippo De Luigi, regista italiano († 2020)
- 1938 - Richard J. Goldstone, giurista sudafricano
- 1938 - Jacques Livage, chimico francese
- 1938 - Tom Meschery, ex cestista e allenatore di pallacanestro statunitense
- 1938 - Charles Stenholm, politico statunitense († 2023)
- 1939 - Karel Schoeman, scrittore sudafricano († 2017)
- 1939 - Renee Schuurman, tennista sudafricana († 2001)
- 1939 - Willie Stevenson, calciatore scozzese († 2025)
- 1939 - Beppe Viola, giornalista, scrittore e telecronista sportivo italiano († 1982)
- 1940 - John D. Caputo, filosofo e teologo statunitense
- 1940 - Darel Carrier, ex cestista statunitense
- 1940 - Fabrizio Cicchitto, politico italiano
- 1940 - Ernesto Cisneros, ex calciatore messicano
- 1940 - François Duprat, politico francese († 1978)
- 1940 - Andrew Neiderman, scrittore statunitense
- 1940 - Giuseppe Palumbo, politico italiano
- 1940 - Tilo Prückner, attore tedesco († 2020)
- 1940 - Maria Soresina, saggista e storica della filosofia italiana († 2024)
- 1940 - Gennadij Michajlovič Strekalov, cosmonauta e ingegnere sovietico († 2004)
- 1940 - Gianpaolo Tosel, magistrato italiano
- 1941 - Harald Nielsen, calciatore danese († 2015)
- 1941 - Giancarlo Redini, ex arbitro di calcio italiano
- 1941 - Raul Roco, politico e avvocato filippino († 2005)
- 1941 - Bob de Groot, fumettista belga († 2023)
- 1942 - Bob Hoskins, attore britannico († 2014)
- 1942 - Uladzimir Jarmošyn, politico bielorusso
- 1942 - Kenneth Johnson, regista, sceneggiatore e produttore televisivo statunitense
- 1942 - Catherine Leterrier, costumista francese
- 1942 - Alberto Masoero, giornalista, funzionario e conduttore televisivo italiano († 2024)
- 1942 - Milton Nascimento, cantante, compositore e chitarrista brasiliano
- 1942 - Jonathan Williams, pilota automobilistico britannico († 2014)
- 1943 - Ron Ben-Yishai, giornalista israeliano
- 1943 - Victor Spinei, storico rumeno
- 1943 - Dobrivoje Trivić, calciatore jugoslavo († 2013)
- 1944 - Emanuel Cleaver, politico e pastore protestante statunitense
- 1944 - Martin Jellinghaus, ex velocista tedesco
- 1944 - Nadine Netter, ex tennista statunitense
- 1944 - Leta Semadeni, poetessa e scrittrice svizzera
- 1944 - Jandek, cantante, musicista e produttore discografico statunitense
- 1945 - Enrique Breccia, fumettista, pittore e illustratore argentino
- 1945 - Pat Conroy, scrittore statunitense († 2016)
- 1945 - Emmanuel Lafont, vescovo cattolico francese
- 1945 - Umberto Levra, storico italiano († 2021)
- 1945 - Vladimir Ščerbakov, calciatore sovietico († 1993)
- 1945 - Jaclyn Smith, attrice e imprenditrice statunitense
- 1946 - Maureen Anderman, attrice statunitense
- 1946 - Amedeo Chimisso, nuotatore italiano († 1966)
- 1946 - Boubacar Boris Diop, scrittore senegalese
- 1946 - Giorgio Rognoni, calciatore italiano († 1986)
- 1946 - Bruno Rubeo, scenografo italiano († 2011)
- 1946 - Holly Woodlawn, attrice portoricana († 2015)
- 1947 - Ian Ashley, pilota di Formula 1 britannico
- 1947 - Monique Capron, farmacologa francese
- 1947 - Jim Clack, giocatore di football americano statunitense († 2006)
- 1947 - Reg Empey, politico britannico
- 1947 - Szabolcs Fazakas, politico ungherese († 2020)
- 1947 - Alberto Franceschini, terrorista italiano († 2025)
- 1947 - Bernd Hartstein, tiratore a segno tedesco († 2002)
- 1947 - Kenzo Kitakata, scrittore giapponese
- 1947 - Vjačeslav Krištofovič, regista sovietico
- 1947 - David D. Phelps, politico statunitense
- 1947 - Hillary Clinton, politica, avvocata e diplomatica statunitense
- 1947 - Walter Spedicato, politico italiano († 1992)
- 1947 - Mauro Wolf, semiologo e sociologo italiano († 1996)
- 1947 - José María Yanguas Sanz, vescovo cattolico spagnolo
- 1948 - Thomas Becker, bobbista statunitense
- 1948 - Marshall Colt, attore statunitense
- 1948 - Heinrich Strasser, allenatore di calcio e ex calciatore austriaco
- 1948 - Paolo Tordi, pilota motociclistico italiano († 1976)
- 1948 - Allan Warren, fotografo, scrittore e attore britannico
- 1949 - Corina Chiriac, cantautrice, regista e attrice rumena
- 1949 - Giuseppe Fornasari, politico italiano
- 1949 - Fabio Gava, politico italiano
- 1949 - Claudio Marazzini, linguista italiano
- 1949 - Austin Idol, ex wrestler statunitense
- 1949 - Manfredi Piccolomini, critico letterario italiano
- 1949 - Nadia Ponti, ex brigatista italiana
- 1949 - Jacqueline Rouvier, ex sciatrice alpina francese
- 1949 - Jairo Ríos, allenatore di calcio colombiano
- 1949 - El Satánico, wrestler messicano
- 1949 - Zoran Slavnić, ex cestista e allenatore di pallacanestro jugoslavo
- 1949 - Kevin Sullivan, wrestler statunitense († 2024)
- 1949 - Lino Vairetti, cantante, chitarrista e compositore italiano
- 1950 - Nico Braun, ex calciatore lussemburghese
- 1950 - Paola Cavalieri, filosofa italiana
- 1950 - Ernesto Filippi, ex arbitro di calcio uruguaiano
- 1950 - Chuck Foreman, ex giocatore di football americano statunitense
- 1950 - Drago Vabec, ex calciatore jugoslavo
- 1950 - Augusto Di Bono, attore, doppiatore e direttore del doppiaggio italiano
- 1951 - Bootsy Collins, cantante e bassista statunitense
- 1951 - Vladimir Loveckij, ex velocista sovietico
- 1951 - Tommy Mars, tastierista statunitense
- 1951 - Giovanni Masotti, giornalista italiano
- 1951 - Julian Schnabel, pittore e regista statunitense
- 1951 - Fabiano Speggiorin, dirigente sportivo, allenatore di calcio e ex calciatore italiano
- 1951 - Bruce Wallrodt, atleta paralimpico australiano († 2019)
- 1952 - Bobby Bandiera, chitarrista e cantante statunitense
- 1952 - Lars Peter Hansen, economista statunitense
- 1952 - Phil Melillo, ex cestista e allenatore di pallacanestro statunitense
- 1952 - Gianni Oliva, saggista, dirigente pubblico e politico italiano
- 1952 - Rondi Reed, attrice statunitense
- 1952 - Abbas al-Musawi, religioso e politico libanese († 1992)
- 1953 - Roger Allam, attore britannico
- 1953 - Franco Cerilli, allenatore di calcio e ex calciatore italiano
- 1953 - Boško Đokić, allenatore di pallacanestro e giornalista serbo († 2019)
- 1953 - Giuseppe Fortunato, politico italiano
- 1953 - Krasimira Gjurova, cestista bulgara († 2011)
- 1953 - Joe Meriweather, cestista, allenatore di pallacanestro e dirigente sportivo statunitense († 2013)
- 1953 - Willie Smith, ex cestista statunitense
- 1953 - Keith Strickland, musicista e polistrumentista statunitense
- 1953 - Jon Svendsen, pallanuotista statunitense († 2024)
- 1953 - Lauren Tewes, attrice statunitense
- 1953 - Kevin Welsh, ex calciatore statunitense
- 1953 - Robert Westenberg, attore e cantante statunitense
- 1953 - Claire de Castelbajac, restauratrice francese († 1975)
- 1954 - Nikolaj Alëchin, schermidore sovietico († 2023)
- 1954 - Ben Brantley, critico teatrale e giornalista statunitense
- 1954 - Lawrence Carroll, pittore statunitense († 2019)
- 1954 - Vasilis Chadzipanagis, ex calciatore sovietico
- 1954 - Victor Ciorbea, politico, avvocato e sindacalista rumeno
- 1954 - Vincenzo Fucci, ex arbitro di calcio italiano
- 1954 - Catherine Hettinger, inventrice statunitense
- 1954 - Adam Mars-Jones, scrittore britannico
- 1954 - D. W. Moffett, attore statunitense
- 1954 - James Pickens Jr., attore statunitense
- 1954 - Gottfried Schmutz, ex ciclista su strada svizzero
- 1954 - Carlos Agostinho do Rosário, politico e diplomatico mozambicano
- 1955 - Cinzia Dato, politologa e politica italiana
- 1955 - Bernd Drogan, ex ciclista su strada tedesco
- 1955 - Baltasar Garzón, giurista spagnolo
- 1955 - Jan Hoffmann, ex pattinatore artistico su ghiaccio tedesco
- 1955 - Evaristo Isasi, ex calciatore paraguaiano
- 1955 - Zdzisław Kostrzewa, calciatore polacco († 1991)
- 1955 - Franco Palmieri, regista teatrale e attore italiano
- 1955 - Stephen Robinson, ex astronauta statunitense
- 1955 - Roberto Rojas Tardío, calciatore peruviano († 1991)
- 1955 - David Sims, ex giocatore di football americano statunitense
- 1956 - Jude Watson, scrittrice statunitense
- 1956 - Mike Godwin, avvocato statunitense
- 1956 - Pedro Sarmiento, calciatore colombiano († 2024)
- 1956 - Karl Tatham, cestista e allenatore di pallacanestro britannico († 2020)
- 1956 - Rita Wilson, attrice, produttrice cinematografica e cantante statunitense
- 1957 - Franco Cicero, giornalista, critico cinematografico e saggista italiano
- 1957 - Hugh Dallas, ex arbitro di calcio scozzese
- 1957 - Julie Dawn Cole, attrice britannica
- 1957 - Giovannella Grifeo, attrice italiana
- 1957 - Dwight Lodeweges, allenatore di calcio e ex calciatore olandese
- 1957 - Manuel Rivas, scrittore spagnolo
- 1957 - Moony Witcher, scrittrice italiana
- 1957 - Xiu Lijuan, ex cestista cinese
- 1958 - Ray Caesar, artista inglese
- 1958 - Ernst von Freyberg, avvocato e banchiere tedesco
- 1958 - Walter Junghans, allenatore di calcio e ex calciatore tedesco occidentale
- 1958 - Angelika Klüssendorf, scrittrice tedesca
- 1958 - Alberto Mottini, cestista italiano († 2018)
- 1958 - Pascale Ogier, attrice francese († 1984)
- 1958 - Maurizio Saia, politico italiano
- 1958 - Renato Villa, allenatore di calcio e ex calciatore italiano
- 1959 - Laura Aguilar, fotografa statunitense († 2018)
- 1959 - Giusy Cecchi, ex cestista italiana
- 1959 - François Chau, attore cambogiano
- 1959 - Paul Farmer, antropologo e medico statunitense († 2022)
- 1959 - Marilyn Jess, attrice pornografica francese
- 1959 - Dana Kimmell, attrice statunitense
- 1959 - Alex Martínez, ex calciatore cileno
- 1959 - Evo Morales, sindacalista e politico boliviano
- 1960 - Amal Nasibah Bolkiah, principessa bruneiana
- 1960 - Patrick Breen, attore statunitense
- 1960 - Chiang Tai-Chuan, ex giocatore di baseball taiwanese
- 1960 - Boris Čuchlov, ex calciatore e ex giocatore di calcio a 5 russo
- 1960 - Roberto Gallozzi, attore e fotografo italiano
- 1960 - Amos Genish, dirigente d'azienda israeliano
- 1960 - Carlo Lucarelli, scrittore, sceneggiatore e conduttore televisivo italiano
- 1960 - Luca Pani, psichiatra italiano
- 1960 - Walker Russell, ex cestista e allenatore di pallacanestro statunitense
- 1960 - Mark Schultz, ex lottatore statunitense
- 1960 - Takashi Sekizuka, allenatore di calcio e ex calciatore giapponese
- 1960 - Joseph Vũ Văn Thiên, arcivescovo cattolico vietnamita
- 1961 - Calixthe Beyala, scrittrice camerunese
- 1961 - Salvo Bitonti, regista teatrale, regista cinematografico e drammaturgo italiano
- 1961 - Howard Carter, ex cestista statunitense
- 1961 - John A. Davis, regista, sceneggiatore e illustratore statunitense
- 1961 - Manuel Estiarte, ex pallanuotista spagnolo
- 1961 - Endika Guarrotxena, ex calciatore spagnolo
- 1961 - Uhuru Kenyatta, politico keniota
- 1961 - Dylan McDermott, attore statunitense
- 1961 - Tatjana Rojc, scrittrice, critica letteraria e politica italiana
- 1961 - Stacy Schiff, scrittrice e storica statunitense
- 1961 - Othell Wilson, ex cestista statunitense
- 1962 - Rill Baxter, ex tennista statunitense
- 1962 - Amy Chua, avvocato e scrittrice statunitense
- 1962 - Maria Grazia Cutuli, giornalista italiana († 2001)
- 1962 - Cary Elwes, attore britannico
- 1962 - Domenico Fortunato, attore e regista italiano
- 1962 - Ralph Jackson, ex cestista statunitense
- 1962 - Davo Karničar, alpinista e scialpinista sloveno († 2019)
- 1962 - Dan Meagher, ex cestista canadese
- 1962 - Busy Bee Starski, rapper statunitense
- 1962 - Roberto Romano, ex hockeista su ghiaccio canadese
- 1962 - Pasquale Ruju, fumettista, scrittore e doppiatore italiano
- 1962 - Dean Spielmann, avvocato lussemburghese
- 1962 - Wilbert Suvrijn, ex calciatore olandese
- 1963 - Troy Carter, politico statunitense
- 1963 - Tony Casillas, ex giocatore di football americano statunitense
- 1963 - Tom Cavanagh, attore canadese
- 1963 - Ted Demme, regista, produttore cinematografico e produttore televisivo statunitense († 2002)
- 1963 - Andrej Kalajčev, ex calciatore russo
- 1963 - Theresia Kiesl, ex mezzofondista austriaca
- 1963 - Luca Magro, bobbista italiano
- 1963 - Natalie Merchant, cantante, musicista e produttrice discografica statunitense
- 1963 - Frank Schaefer, dirigente sportivo e allenatore di calcio tedesco
- 1963 - Craig Shakespeare, allenatore di calcio e calciatore inglese († 2024)
- 1963 - José Zalazar, ex calciatore uruguaiano
- 1964 - Juanan Delgado, copilota di rally spagnolo
- 1964 - Jurij Dochojan, scacchista russo († 2021)
- 1964 - Lawson Duncan, ex tennista statunitense
- 1964 - Maria Isaksson, ex schermitrice svedese
- 1964 - Georg Mascolo, giornalista tedesco
- 1964 - Janusz Palikot, politico polacco
- 1964 - Charles Parnell, attore statunitense
- 1964 - László Qiriko, ex calciatore e ex giocatore di calcio a 5 ungherese
- 1964 - Kirsi Hannele Sirén, cantante finlandese († 2005)
- 1964 - Irving São Paulo, attore e musicista brasiliano († 2006)
- 1964 - Kazuaki Takano, scrittore e sceneggiatore giapponese
- 1964 - Sven Väth, disc jockey e produttore discografico tedesco
- 1965 - André Bester, rugbista a 15 sudafricano
- 1965 - Stefano Fontana, allenatore di calcio e ex calciatore italiano
- 1965 - Darryl Johnson, ex cestista statunitense
- 1965 - Aaron Kwok, cantante e attore hongkonghese
- 1965 - Wayne Martin, ex giocatore di football americano statunitense
- 1965 - Alexandra Mařasová, ex sciatrice alpina ceca
- 1965 - Sakari Oramo, direttore d'orchestra e violinista finlandese
- 1965 - Kelly Rowan, attrice canadese
- 1965 - Renato Travaglia, pilota di rally italiano
- 1966 - Paolo Amati, cantautore, compositore e arrangiatore italiano
- 1966 - Gustavo Balugano, ex calciatore argentino
- 1966 - Zlatko Dalić, allenatore di calcio e ex calciatore croato
- 1966 - Kevin Harmon, ex giocatore di football americano statunitense
- 1966 - Masaharu Iwata, compositore giapponese
- 1966 - Christian Lanthaler, ex sciatore alpino e sciatore nautico italiano
- 1966 - Michiko Matsuda, ex calciatrice giapponese
- 1966 - Alex Pastoor, allenatore di calcio e ex calciatore olandese
- 1966 - Cristian Preda, politico e docente rumeno
- 1966 - Valentina Uccheddu, ex lunghista italiana
- 1966 - Steve Valentine, attore e doppiatore scozzese
- 1966 - John Williams, ex cestista statunitense
- 1967 - Douglas Alexander, politico britannico
- 1967 - Michela Vittoria Brambilla, politica, attivista e conduttrice televisiva italiana
- 1967 - Quentin Meillassoux, filosofo francese
- 1967 - Lutz Siebrecht, allenatore di calcio e ex calciatore tedesco
- 1967 - Elisabeth Svantesson, economista e politica svedese
- 1967 - Keith Urban, cantautore e produttore discografico neozelandese
- 1967 - Masaru Yamashita, attore giapponese
- 1968 - Mauro Airez, ex calciatore argentino
- 1968 - Nico-Jan Hoogma, dirigente sportivo e ex calciatore olandese
- 1968 - Robert Jarni, allenatore di calcio, ex giocatore di calcio a 5 e ex calciatore jugoslavo
- 1968 - Predrag Jokanović, ex calciatore e allenatore di calcio serbo
- 1968 - Orietta Mancia, ex mezzofondista italiana
- 1968 - Javier Pértile, ex rugbista a 15 argentino
- 1968 - Jon Åge Tyldum, ex biatleta norvegese
- 1968 - Josip Vranković, ex cestista e allenatore di pallacanestro croato
- 1969 - Salvatore Alfieri, allenatore di calcio, dirigente sportivo e ex calciatore italiano
- 1969 - Craig Dowd, ex rugbista a 15 e allenatore di rugby a 15 neozelandese
- 1969 - Ali Reza Farahnakian, attore statunitense
- 1969 - Kirsty Hawkshaw, cantante britannica
- 1969 - Robert Maillet, attore e ex wrestler canadese
- 1969 - Giovanni Nucci, poeta e scrittore italiano
- 1969 - Judge Jules, disc-jockey britannico
- 1969 - Mike Pritchard, ex giocatore di football americano statunitense
- 1969 - Saturnino, bassista, compositore e produttore discografico italiano
- 1969 - Laurie Tamara Simpson, modella portoricana
- 1969 - Leonardo Veronesi, cantautore italiano
- 1969 - Sarina Wiegman, allenatrice di calcio e ex calciatrice olandese
- 1970 - Cosimo Alemà, regista, sceneggiatore e produttore cinematografico italiano
- 1970 - Bittor Alkiza, allenatore di calcio e ex calciatore spagnolo
- 1970 - Carlos Amarilla, arbitro di calcio paraguaiano
- 1970 - Dian Bachar, attore statunitense
- 1970 - John Mayock, ex mezzofondista britannico
- 1970 - Costanza Miriano, giornalista, scrittrice e blogger italiana
- 1970 - Satu Mäkelä-Nummela, tiratrice a volo finlandese
- 1970 - Takanobu Okabe, ex saltatore con gli sci giapponese
- 1970 - Lisa Ryder, attrice canadese
- 1970 - Zhang Yanmei, ex pattinatrice di short track cinese
- 1971 - Brendan Augustine, ex calciatore sudafricano
- 1971 - Rosemarie DeWitt, attrice statunitense
- 1971 - Audley Harrison, ex pugile britannico
- 1971 - Steve Howey, ex calciatore inglese
- 1971 - Vijay Iyer, pianista e compositore statunitense
- 1971 - Phil Johnston, sceneggiatore e regista statunitense
- 1971 - Didier Martel, ex calciatore francese
- 1971 - Marino Mastrangeli, politico italiano
- 1971 - Vugar Orudžev, ex lottatore bielorusso
- 1971 - Anthony Rapp, attore e cantante statunitense
- 1971 - Manuela Serra, politica italiana
- 1971 - Raveena Tandon, attrice e modella indiana
- 1972 - Angela Carluccio, politica italiana
- 1972 - Monica Catalano, fumettista italiana
- 1972 - Lee Clark, allenatore di calcio e ex calciatore inglese
- 1972 - Matsuko Deluxe, opinionista e saggista giapponese
- 1972 - Daniel Elena, copilota di rally monegasco
- 1972 - Gélase Armel Kema, arcivescovo cattolico della Repubblica del Congo
- 1972 - Ljubo Kirov, cantante, musicista e imprenditore bulgaro
- 1972 - Andre Morris, ex velocista statunitense
- 1972 - Kevin Munroe, regista, sceneggiatore e produttore cinematografico canadese
- 1972 - Shan Sa, scrittrice e poetessa cinese
- 1972 - Stella Staudinger, ex cestista austriaca
- 1972 - Hamdi Ulukaya, imprenditore e filantropo turco
- 1972 - Rupert Wyatt, regista e sceneggiatore britannico
- 1973 - Austin Healey, ex rugbista a 15 britannico
- 1973 - David Julian Hirsh, attore canadese
- 1973 - Jana Černochová, politica ceca
- 1973 - Scott Jurek, ultramaratoneta e saggista statunitense
- 1973 - Seth MacFarlane, attore, doppiatore e sceneggiatore statunitense
- 1973 - Laura Malmivaara, attrice, cantautrice e fotografa finlandese
- 1973 - Taka Michinoku, wrestler giapponese
- 1973 - Róbert Petrovický, ex hockeista su ghiaccio slovacco
- 1973 - Will Swenson, attore e cantante statunitense
- 1974 - Francesco Bega, ex calciatore italiano
- 1974 - János Hrutka, ex calciatore ungherese
- 1974 - Marcus Ljungqvist, ex ciclista su strada svedese
- 1974 - Oh Na-ra, attrice sudcoreana
- 1974 - Lucas Oliver Bultó, pilota motociclistico spagnolo
- 1974 - Adriana Ortolani, attrice italiana
- 1974 - Kevin Overland, ex pattinatore di velocità su ghiaccio canadese
- 1974 - Aki Parviainen, ex giavellottista finlandese
- 1974 - Anita Rinaldi, attrice pornografica ungherese
- 1974 - Jeroen van Veen, bassista olandese
- 1974 - Casper Zafer, attore britannico
- 1975 - Giovanni Antoni, rugbista a 15 italiano
- 1975 - Cosimo Calamini, sceneggiatore e scrittore italiano
- 1975 - Hiroko Konishi, doppiatrice, cantante e musicista giapponese
- 1975 - Andreea Pelei, schermitrice rumena
- 1975 - Laurențiu Roșu, ex calciatore rumeno
- 1975 - Daniel Tarone, allenatore di calcio e ex calciatore svizzero
- 1975 - Sofi Tsedaka, cantante e attrice israeliana
- 1976 - Corrie de Bruin, ex pesista e discobola olandese
- 1976 - Nedjalka A. Džambazova, produttrice cinematografica bulgara
- 1976 - Karen Fisher, attrice pornografica e regista statunitense
- 1976 - Nicolas Folmer, trombettista, compositore e direttore d'orchestra francese
- 1976 - Fallah Johnson, ex calciatore liberiano
- 1976 - Maki Kashimada, scrittrice giapponese
- 1976 - Florence Kasumba, attrice ugandese
- 1976 - Miikka Kiprusoff, ex hockeista su ghiaccio finlandese
- 1976 - JoeyStarr, rapper francese
- 1976 - Brad Neely, fumettista, sceneggiatore e produttore televisivo statunitense
- 1976 - Ralf Oehri, ex calciatore liechtensteinese
- 1976 - Hal Ozsan, attore e musicista cipriota
- 1976 - Tibor Pankár, ex cestista ungherese
- 1976 - Turi, rapper e produttore discografico italiano
- 1976 - Shinji Takao, goista giapponese
- 1976 - Jeremy Wotherspoon, pattinatore di velocità su ghiaccio canadese
- 1977 - Evgenij Bezručenko, ex nuotatore russo
- 1977 - Gianvito Casadonte, direttore artistico, produttore cinematografico e produttore teatrale italiano
- 1977 - Louis Crayton, ex calciatore liberiano
- 1977 - Rod Gardner, ex giocatore di football americano statunitense
- 1977 - Oleh Jaščuk, ex calciatore ucraino
- 1977 - Billy Keys, ex cestista e allenatore di pallacanestro statunitense
- 1977 - Marisha Pessl, scrittrice statunitense
- 1977 - René-Laurent Vuillermoz, ex biatleta italiano
- 1977 - Beau Willimon, drammaturgo e sceneggiatore statunitense
- 1978 - Tyondai Braxton, musicista, compositore e cantante statunitense
- 1978 - CM Punk, wrestler e ex artista marziale misto statunitense
- 1978 - Wynn Everett, attrice e scrittrice statunitense
- 1978 - Eva Kailī, politica greca
- 1978 - Stefano Morrone, allenatore di calcio e ex calciatore italiano
- 1978 - Antonio Pierce, ex giocatore di football americano e allenatore di football americano statunitense
- 1978 - Patrick Rissmiller, ex hockeista su ghiaccio statunitense
- 1978 - Jac Schaeffer, sceneggiatrice e regista statunitense
- 1978 - Salim Sdiri, lunghista francese
- 1978 - Tetjana Šynkarenko, ex pallamanista ucraina
- 1979 - Saad Assis, ex giocatore di calcio a 5 brasiliano
- 1979 - Jákup á Borg, ex calciatore faroese
- 1979 - Alejandro Correa, ex calciatore uruguaiano
- 1979 - Satoshi Horinouchi, ex calciatore giapponese
- 1979 - Jordan Kerr, ex tennista australiano
- 1979 - Josh Portman, musicista statunitense
- 1979 - Shiri Sharon, ex cestista israeliana
- 1979 - Silvia Toffanin, conduttrice televisiva, showgirl e ex modella italiana
- 1979 - Francesco Zerbini, allenatore di calcio e ex calciatore italiano
- 1979 - Mara Zini, ex pattinatrice di short track italiana
- 1980 - Khalid Abdalla, attore britannico
- 1980 - Giulia Cafiero, pentatleta italiana
- 1980 - Diana DeVoe, ex attrice pornografica e regista statunitense
- 1980 - Cristian Chivu, allenatore di calcio e ex calciatore rumeno
- 1980 - Nick Collison, ex cestista statunitense
- 1980 - Claire Cooper, attrice televisiva britannica
- 1980 - Orlando Echeverri Benedetti, scrittore colombiano
- 1980 - Błażej Jankowski, ex calciatore polacco
- 1980 - Li Hongli, sollevatore cinese
- 1980 - Deriba Merga, maratoneta etiope
- 1980 - Paolo Parisi, disegnatore italiano
- 1981 - Gheorghe Boghiu, ex calciatore moldavo
- 1981 - Ciro Esposito, attore italiano
- 1981 - Girl Talk, disc jockey e musicista statunitense
- 1981 - Braam Immelman, rugbista a 15 sudafricano
- 1981 - Kim Jee-hyuk, ex calciatore sudcoreano
- 1981 - Lorenzo Lanzi, pilota motociclistico italiano
- 1981 - Adam Lockwood, allenatore di calcio e ex calciatore inglese
- 1981 - Rooi Mahamutsa, calciatore sudafricano
- 1981 - Katrin Mattscherodt, ex pattinatrice di velocità su ghiaccio tedesca
- 1981 - Michele Moretti, ex calciatore sammarinese
- 1981 - Carlos Oyarzún, ciclista su strada cileno
- 1981 - Kabba Samura, ex calciatore sierraleonese
- 1981 - Martina Schild, ex sciatrice alpina svizzera
- 1981 - Guy Sebastian, cantante australiano
- 1981 - Zoë Tapper, attrice britannica
- 1982 - Nicola Adams, ex pugile britannica
- 1982 - Adam Carroll, pilota automobilistico britannico
- 1982 - Nick Chadwick, allenatore di calcio e ex calciatore inglese
- 1982 - Róbert Demjan, calciatore slovacco
- 1982 - Dario Dentale, canottiere italiano
- 1982 - Caleb Folan, ex calciatore irlandese
- 1982 - Han Yanming, ex calciatore cinese
- 1982 - Sōta Nakazawa, ex calciatore giapponese
- 1982 - Dave Rayner, giocatore di football americano statunitense
- 1982 - Ulrich Robeiri, schermidore francese
- 1982 - Pasi Schwalger, ex calciatore samoano
- 1982 - Łukasz Seweryn, ex cestista e allenatore di pallacanestro polacco
- 1983 - Julien Arias, ex rugbista a 15 e allenatore di rugby a 15 francese
- 1983 - Khedafi Djelkhir, pugile francese
- 1983 - Bryan Hopkins, ex cestista statunitense
- 1983 - Houston, rapper e cantante statunitense
- 1983 - Heli Kajo, cantante finlandese
- 1983 - Francisco Liriano, giocatore di baseball dominicano
- 1983 - Paul Marigney, ex cestista statunitense
- 1983 - Paul Martens, ex ciclista su strada tedesco
- 1983 - Folake Olowofoyeku, attrice nigeriana
- 1983 - Gérome Pouvreau, arrampicatore francese
- 1983 - Benjamín Prades, ciclista su strada spagnolo
- 1983 - Marko Radaš, ex calciatore croato
- 1983 - Dmitrij Syčëv, ex calciatore russo
- 1983 - Ai Ueda, triatleta giapponese
- 1984 - Melisa Cejas, cestista argentina
- 1984 - Sasha Cohen, ex pattinatrice artistica su ghiaccio statunitense
- 1984 - Adriano Correia, ex calciatore brasiliano
- 1984 - Mathieu Crepél, ex snowboarder francese
- 1984 - Tserenjavyn Enkhjargal, calciatore mongolo
- 1984 - Jefferson Farfán, ex calciatore peruviano
- 1984 - Katie Gearlds, ex cestista e allenatrice di pallacanestro statunitense
- 1984 - Aleksandar Jovanović, ex calciatore bosniaco
- 1984 - Gaetano Masucci, dirigente sportivo e ex calciatore italiano
- 1984 - Kelly Osbourne, attrice, cantante e stilista britannica
- 1984 - Jan-Michael Williams, ex calciatore trinidadiano
- 1984 - Rafael dos Anjos, artista marziale misto brasiliano
- 1985 - Andrea Bargnani, ex cestista italiano
- 1985 - Colin Coates, calciatore nordirlandese
- 1985 - Kafoumba Coulibaly, ex calciatore ivoriano
- 1985 - Monta Ellis, ex cestista statunitense
- 1985 - Jonathan Félisaz, ex combinatista nordico francese
- 1985 - Labinot Haliti, allenatore di calcio e ex calciatore albanese
- 1985 - Spencer Keli, calciatore samoano
- 1985 - Aleksandr Kudrjavcev, ex tennista russo
- 1985 - Damir Miranda, calciatore boliviano
- 1985 - Juan Pablo Montes, calciatore honduregno
- 1985 - Kieran Read, ex rugbista a 15 neozelandese
- 1985 - Karl Söderström, calciatore svedese
- 1985 - Soko, cantautrice, polistrumentista e attrice francese
- 1985 - Jurgen Themen, velocista surinamese
- 1985 - Asin Thottumkal, attrice indiana
- 1986 - Natal'ja Burdyga, ex biatleta russa
- 1986 - Diego Calderón, ex calciatore ecuadoriano
- 1986 - Francesco De Luca, pallavolista italiano
- 1986 - Dotan, cantautore, polistrumentista e produttore discografico israeliano
- 1986 - Émilie Fournel, canoista canadese
- 1986 - Mario Gazolli, giocatore di calcio a 5 paraguaiano
- 1986 - Uwe Gensheimer, ex pallamanista e dirigente sportivo tedesco
- 1986 - James Gist, cestista statunitense
- 1986 - Muhammad Halim, ex triplista e lunghista americo-verginiano
- 1986 - Jordane Hauert, ex hockeista su ghiaccio svizzero
- 1986 - Erik Jendrišek, calciatore slovacco
- 1986 - Aidis Kruopis, ex ciclista su strada lituano
- 1986 - Maximiliano Pérez, ex calciatore argentino
- 1986 - René Rast, pilota automobilistico tedesco
- 1986 - Marco Ruben, ex calciatore argentino
- 1986 - Jakub Rzeźniczak, ex calciatore polacco
- 1986 - Naim Šarifi, ex calciatore tagiko
- 1986 - Schoolboy Q, rapper statunitense
- 1986 - Ralph Spirk, ex calciatore austriaco
- 1986 - Stephanie Vander Werf, modella panamense
- 1987 - Hannah Bronfman, modella e imprenditrice statunitense
- 1987 - Zena Cardman, astronauta statunitense
- 1987 - José Luis Fernández, calciatore argentino
- 1987 - Samuel Gathimba, marciatore keniota
- 1987 - Rafał Gikiewicz, calciatore polacco
- 1987 - Łukasz Gikiewicz, calciatore polacco
- 1987 - Melo Imai, ex snowboarder, attrice e attrice pornografica giapponese
- 1987 - Tommy Johansson, polistrumentista, cantante e produttore discografico svedese
- 1987 - Shawn Lauvao, giocatore di football americano statunitense
- 1987 - Bill Nagy, giocatore di football americano statunitense
- 1987 - Anderson Patric Aguiar Oliveira, calciatore brasiliano
- 1987 - Portia Perez, ex wrestler canadese
- 1987 - Ivelin Popov, calciatore bulgaro
- 1987 - Andreas Strodl, ex sciatore alpino tedesco
- 1987 - Ana Takagui, pallavolista brasiliana
- 1987 - Ryan Wittman, ex cestista statunitense
- 1988 - Tevfik Altındağ, calciatore turco
- 1988 - Vincenzo Capelli, canottiere italiano
- 1988 - Ameeksha Dilchand, modella mauriziana
- 1988 - Marquette King, giocatore di football americano statunitense
- 1988 - Lynel Kitambala, calciatore francese
- 1988 - Christodoulos Kolomvos, pallanuotista e nuotatore greco
- 1988 - Vicky Longley, attrice inglese
- 1988 - Filippo Rocchi, pallanuotista e allenatore di pallanuoto italiano
- 1988 - Nicolás Sánchez, rugbista a 15 argentino
- 1988 - Manuel Seidl, ex calciatore austriaco
- 1988 - Francesco Signori, ex calciatore italiano
- 1988 - Little Caprice, attrice pornografica ceca
- 1989 - Namory Boundy, cestista francese
- 1989 - Angus Brandt, cestista australiano
- 1989 - Chi Zhongguo, calciatore cinese
- 1989 - Dre Kirkpatrick, giocatore di football americano statunitense
- 1989 - Daniel Mullen, calciatore australiano
- 1989 - Raffaele Munno, pugile italiano
- 1989 - Alaa Murabit, medico canadese
- 1989 - Reshmie Oogink, taekwondoka olandese
- 1989 - Dimităr Pirgov, calciatore bulgaro
- 1989 - Pierre Plihon, arciere francese
- 1989 - Vaniel Sirin, ex calciatore haitiano
- 1989 - Olivier Troisfontaines, cestista belga
- 1989 - Silvia Zennaro, velista italiana
- 1989 - Ertaç Özbir, calciatore turco
- 1990 - Tat'jana Akimova, biatleta russa
- 1990 - Bae Yeon-ju, giocatrice di badminton sudcoreana
- 1990 - Tom Brittney, attore britannico
- 1990 - Laura Frigo, pallavolista italiana
- 1990 - Gabrielė Gutkauskaitė, cestista lituana
- 1990 - Hassan Hakizimana, ex calciatore burundese
- 1990 - Boris Klaiman, calciatore israeliano
- 1990 - Leon McFadden, ex giocatore di football americano statunitense
- 1990 - Erik Murphy, cestista statunitense
- 1990 - Mikhail Pérez, ex calciatore dominicano
- 1990 - Nicolas Perez, calciatore francese
- 1990 - Ezequiel Rodríguez, calciatore argentino
- 1990 - Henri Saivet, calciatore senegalese
- 1990 - Robert Stambolziev, ex calciatore australiano
- 1990 - Amin Stevens, cestista statunitense
- 1990 - Denis Strelkov, marciatore russo
- 1990 - Ilka Štuhec, sciatrice alpina slovena
- 1991 - Filippo Baldi Rossi, cestista italiano
- 1991 - Blas Cantó, cantante spagnolo
- 1991 - Óscar Cerén, calciatore salvadoregno
- 1991 - Elia Cinquini, hockeista su pista italiano
- 1991 - Márton Eppel, calciatore ungherese
- 1991 - B.J. Finney, ex giocatore di football americano statunitense
- 1991 - Filippo Gerosa, rugbista a 15 italiano
- 1991 - Evan Gershkovich, scrittore e giornalista statunitense
- 1991 - Azamat Issakulov, pugile uzbeko
- 1991 - Mirco Maestri, ciclista su strada italiano
- 1991 - Milija Mrdak, pallavolista serbo
- 1991 - Francesco Nicastro, calciatore italiano
- 1991 - Jamie Robba, ex calciatore gibilterriano
- 1991 - Andrei Sin, calciatore rumeno
- 1991 - Kirill Suslov, calciatore russo
- 1991 - Francisco Diego, artista messicano
- 1991 - Marin Zulim, ex calciatore croato
- 1992 - Mayada Al-Sayad, maratoneta e mezzofondista palestinese
- 1992 - Yannick Bellechasse, calciatore francese
- 1992 - Takudzwa Chimwemwe, calciatore zimbabwese
- 1992 - Nigel Dabinyaba, calciatore papuano
- 1992 - Ulysse Diallo, calciatore maliano
- 1992 - Seriton Fernandes, calciatore indiano
- 1992 - Wheezy, produttore discografico e cantautore statunitense
- 1992 - Johnny Gorman, ex calciatore nordirlandese
- 1992 - Ayşegül Günay, cestista turca
- 1992 - Jella Haase, attrice tedesca
- 1992 - Lido, cantante norvegese
- 1992 - Michael van der Mark, pilota motociclistico olandese
- 1992 - Bruno Melo, calciatore brasiliano
- 1992 - Miloš Milisavljević, calciatore serbo
- 1992 - Oliver Norburn, calciatore grenadino
- 1992 - Keila Rodríguez, pallavolista portoricana
- 1993 - Teeks, cantante neozelandese
- 1993 - Sergej Karasëv, cestista russo
- 1993 - Wayne Langston, cestista statunitense
- 1993 - Miguel Lemus, calciatore salvadoregno
- 1993 - Lü Xiuzhi, marciatrice cinese
- 1993 - Piotr Mazurek, politico polacco
- 1993 - Dīmītrios Pelkas, calciatore greco
- 1993 - Óscar Pino, lottatore cubano
- 1993 - Danny Vitale, giocatore di football americano statunitense
- 1994 - Daniel Andjelkovic, cestista svizzero
- 1994 - Daniel Auer, ex ciclista su strada austriaco
- 1994 - Behm, cantante finlandese
- 1994 - Alexandria DeBerry, attrice e modella statunitense
- 1994 - Bediha Gün, lottatrice turca
- 1994 - Blake Hamilton, cestista statunitense
- 1994 - Matthew Hudson-Smith, velocista britannico
- 1994 - Vladimir Jovović, calciatore montenegrino
- 1994 - Nilson Loyola, calciatore peruviano
- 1994 - Jordan Morris, calciatore statunitense
- 1994 - Olivia Nicholls, tennista britannica
- 1994 - Josip Rumac, ex ciclista su strada croato
- 1994 - Morgan Saylor, attrice statunitense
- 1994 - Dar'ja Šmelëva, pistard russa
- 1994 - Francisco Varela Martín, calciatore spagnolo
- 1994 - T.J. Williams, cestista statunitense
- 1995 - Jean Paulo Fernandes Filho, calciatore brasiliano
- 1995 - Beka Ghviniashvili, judoka georgiano
- 1995 - Malcolm Hill, cestista statunitense
- 1995 - Eumir Marcial, pugile filippino
- 1995 - Dage Minors, mezzofondista bermudiano
- 1995 - Yuta, cantante, ballerino e modello giapponese
- 1995 - Celeste Plak, pallavolista olandese
- 1995 - Rostyslav Rusyn, calciatore ucraino
- 1995 - Niki Tuuli, pilota motociclistico finlandese
- 1996 - Hanne Desmet, pattinatrice di short track belga
- 1996 - Quentin Halys, tennista francese
- 1996 - Harry Lawtey, attore britannico
- 1996 - Christian Matthew, giocatore di football americano statunitense
- 1996 - Almike N'Diaye, calciatore mauritano
- 1996 - Michal Novák, fondista ceco
- 1996 - Danilo Pantić, calciatore serbo
- 1996 - Konstantin Pliev, calciatore russo
- 1996 - Evdokija Popadinova, calciatrice bulgara
- 1996 - Rebecca Tunney, ginnasta inglese
- 1996 - Diogo Verdasca, calciatore portoghese
- 1996 - Wheeler Yuta, wrestler statunitense
- 1997 - Ardit Deliu, calciatore albanese
- 1997 - Rhenzy Feliz, attore statunitense
- 1997 - Eduvie Ikoba, calciatore statunitense
- 1997 - Billy Preston, cestista statunitense
- 1997 - Luis Segovia, calciatore ecuadoriano
- 1998 - Noah Cadiou, calciatore francese
- 1998 - Dennis Dressel, calciatore tedesco
- 1998 - Tomer Haran, calciatore israeliano
- 1998 - Nico Hug, calciatore tedesco
- 1998 - Samantha Isler, attrice statunitense
- 1998 - Keston Julien, calciatore trinidadiano
- 1998 - Sval, cantante norvegese
- 1998 - Shi Smith, giocatore di football americano statunitense
- 1998 - Pia Zerkhold, snowboarder austriaca
- 1999 - Noah Dollenmayer, calciatore dominicano
- 1999 - Mélissa Gal, fondista francese
- 1999 - Lana Golob, calciatrice slovena
- 1999 - Keaontay Ingram, giocatore di football americano statunitense
- 1999 - Cătălin Itu, calciatore rumeno
- 1999 - Hiroki Itō, tuffatore giapponese
- 1999 - Ashley Lahey, tennista statunitense
- 1999 - A.T. Perry, giocatore di football americano statunitense
- 1999 - Jhonata Robert, calciatore brasiliano
- 1999 - Tisha Volleman, ginnasta olandese
- 1999 - Luna Wedler, attrice svizzera
- 2000 - Amine Boutrah, calciatore francese
- 2000 - Jenson Brooksby, tennista statunitense
- 2000 - Ezequiel Bullaude, calciatore argentino
- 2000 - Leo Chenal, giocatore di football americano statunitense
- 2000 - Elvin Cəfərquliyev, calciatore azero
- 2000 - Valerio Grond, fondista svizzero
- 2000 - Daniel Håkans, calciatore finlandese
- 2000 - Evan Hull, giocatore di football americano statunitense
- 2000 - Anastasija Kuročkina, snowboarder russa
- 2000 - Chiara Leone, modella cilena
- 2000 - Rudolf Molleker, tennista tedesco
- 2000 - Alán Montes, calciatore messicano
- 2000 - Connor Parsons, calciatore inglese
- 2000 - Marcel Alejandro Ruiz Suárez, calciatore messicano
- 2000 - Janine Schmitt, sciatrice alpina svizzera

## XXI secolo(21)
- 2001 - Matteo Amella, ex ciclista su strada italiano
- 2001 - Carson Foster, nuotatore statunitense
- 2001 - Gaia Masetti, ciclista su strada italiana
- 2001 - Gino Santilli, calciatore argentino
- 2001 - Asami Ueno, goista giapponese
- 2002 - Julian Dennison, attore neozelandese
- 2002 - Santiago Franca, calciatore uruguaiano
- 2002 - Emma Schweiger, attrice tedesca
- 2002 - Zerfe Wondemagegn, siepista etiope
- 2003 - Blessing Afrifah, velocista israeliano
- 2003 - Aidomo Emakhu, calciatore irlandese
- 2003 - Carlos Ramos, tuffatore cubano
- 2004 - Patrick Dorgu, calciatore danese
- 2004 - Tomáš Král, calciatore ceco
- 2004 - Gabriele Pizzurro, attore italiano
- 2004 - David Preu, calciatore tedesco
- 2005 - Ibrahim Al-Hassan, calciatore qatariota
- 2005 - Elias Baum, calciatore tedesco
- 2006 - Sarah Moraa, mezzofondista keniana
- 2006 - Tuukka Taponen, pilota automobilistico finlandese
- 2008 - Karolína Jetmarová, nuotatrice artistica ceca

## Senza anno specificato(2)
- Pad Anthony, cantautore giamaicano
- Simon von Stampfer, matematico, fisico e inventore austriaco († 1864)